# Luděk Brož
Luděk Brož (Praga, 2 maggio 1922 – Praga, 20 agosto 2003) è stato un teologo, giornalista, traduttore editore, redattore, professore universitario e pastore ceco della Chiesa evangelica dei fratelli cechi.

## Biografia
Dopo aver conseguito l'abitur al ginnasio di Praga nel quartiere di Vršovice nel 1941, frequentò corsi teologici clandestini organizzati dal Consiglio sinodale (SR) della sua chiesa. Contemporaneamente, lavorò come diacono e insegnante di religione a Praga (dal 1941 al 1942) e nel quartiere di Libeň (dal 1943 al 1945). Dal 1945 al 1949 studiò teologia presso la Facoltà teologica protestante hussita di Praga e presso l'Università di Strasburgo. Nello stesso tempo, frequentò la Facoltà di Filosofia dell'Università Carolina di Praga, dove apprese la filologia delle lingue semitiche con Bedřich Hrozný.
Dal 1949 fu segretario del Consiglio sinodale della Chiesa evangelica dei fratelli cechi per la formazione di operatori laici e nel lavoro con i giovani. Nel 1972 fu nominato assistente universitario e poi divenne direttore del dipartimento. Dal 1976 fino al suo pensionamento nel 1° marzo 1990 fu professore ordinario e dal 1988 al 1990 decano della Facoltà di Teologia Protestante "Comenius".
Brož non era noto solo come insegnante e ricercatore, ma eccelleva anche nel lavoro giornalistico, editoriale, di traduzione e organizzativo. Ancora studente pubblicò il settimanale Kostnické jiskry (Scintille di Costanza) dal 1946 al 1949), dove fondò la Biblioteca dei Fratelli e la Scuola dei Fratelli dell'Unità. Negli anni successivi diresse la rivista Bible a kalich ("Bibbia e calice"), il Bollettino della Chiesa evangelica in Cecoslovacchia (dal 1954 al 1959) e il trimestrale teologico dell'Istituto ecumenico della Facoltà di teologia protestante "Comenius" intitolato Communio viatorum (dal 1958 al 1990). Dal 1969 al 1990 fu caporedattore e poi direttore della casa editrice Kalich della Chiesa dei Fratelli. Come editore emerito, pubblicò il trimestrale Metanoia (dal 1991) e la sua versione ceca, dal 1993 al 2002, con il titolo Czech Metanoia.
In relazione al suo lavoro nella Conferenza cristiana per la pace (CFK), Brož fu particolarmente attivo nell'aiuto allo sviluppo, soprattutto negli ex Stati coloniali francofoni. Insieme ad Andrej Ziak, nella primavera del 1961 visitò le chiese di 16 Paesi africani. Li invitò a venire a Praga per l'imminente prima "Assemblea di pace tutta la cristianità" organizzata dalla CFK.

## Onorificenze
- 1986: l'Università di Ginevra gli conferì un dottorato onorario in teologia per il suo impegno sociale ed ecumenico.

## Pubblicazioni

### Scritti
- Versteckter Saatgärtner: Václav Kleych. Prag: Kalich, 1945
- Es ist kein Märchen und es ist schon so lange her. Železný Brod: Brüderliche Schule, 1948
- Evangelium heute, Prag: Kalich, 1974
- Wort – Mensch – Welt (in collaborazione con Josef Bohumil Souček). Prag: Kalich 1982
- Das Evangelium heute. Delhi: Indische Gesellschaft zur Förderung des christlichen Wissens, 1984

### Saggi
- Verschiedenes. Domino J. B. Soucek Theologiae Doctori Quae Alumni Annorum Tribulationis Memoriamque Gratorum Animorum Dicant Censecrantque: Eine Sammlung von Papieren gewidmet doc. Dr. dr. J. B. Souček. Prag: Verein der Hörer Husovy MS. Evangelische Theologische Fakultät, 1946
- Von der Reformation bis zur Gegenwart, in: Von der Reformation bis zum Morgen (Verfahren, andere Autoren Amedeo Molnar, Bohuslav Pospíšil, Josef Bohumil Soucek, Josef Lukl Hromadka; Hrsg. L. B.). Prag: Zentraler Kirchenverlag, 1956
- Einzige Zukunft: Dokumentarfilm von der Tagung der Christlichen Friedenskonferenz (zusammen mit Dušan Čapek). Prag: Christliche Friedenskonferenz, 1960
- Über Zivildienst: Eine Reihe von Aufsätzen über den Evangelischen Weg der Böhmischen Brüder. Prag: Kalich, 1981
- Allein durch den Glauben: eine Reihe von theologischen Aufsätzen aus der Deutschen Demokratischen Republik (Mitherausgeber der Aufsätze von Gerhard Bassarak). Prag: Kalich, 1986
- Zeugnis und Dienst: eine Sammlung von Studien und Texten der Ungarischen reformierten Kirche (Mitherausgeber Juraj Bándy und Imrich Peres). Prag: ÚCN, 1986.

### Traduzioni in ceco
- Oscar Cullmann: Die Lehren Christi im Neuen Testament. Praha: Synodni rada CCE, 1957
- George Casalis. Karl Barth: Leben und Werk. Prag: Kalich 1967
- Oscar Cullmann: Christologie des Neuen Testaments: 1943/4 Vortrag. Prag: Kalich 1976
- Karl Barth: Der Weg von Karl Barth. Einführung in die evangelische Theologie (mit Samuel Verner). Prag: Kalich, 1988
- Ivan Steiger: Die Bibel in Zeichnungen: Texte aus dem Alten und Neuen Testament in der Ökumenischen Übersetzung. Prag: Biblische Gesellschaft, 1990
- Daniel James Adams: Über Kulturen hinweg Theologie: Westliche Reflexionen in Asien. Prag: Metanoia Press, 1999
- Jan Amos Comenius: Ein Muss. Prag: Kalich, 1999

### Studi, articoli e recensioni
Sono stati dati alle stampe in particolare nelle seguenti pubblicazioni:
- Bibel und Kelch
- Communio viatorum
- Tschechische Metanoia
- Tschechischer Bruder
- Konstanz Funken
- Křesťanská-Revue
- Metanoia
- Protestantische Kirche in der Tschechoslowakei
- Jahrbuch der Evangelisch-Theologischen Fakultät von Comenius 1975, 1990
- Theologia evangelica
- Theologischer Anhang der christlichen Revue.